# Condor, Rio Grande do Sul
Condor là một đô thị thuộc bang Rio Grande do Sul, Brasil. Đô thị này có diện tích 465,188 km², dân số năm 2007 là 6607 người, mật độ 14,2 người/km².